# Poul Allin Erichsen
Poul Allin Erichsen (10. februar 1910 – 14. maj 1970) var en dansk klarinettist, professor, komponist og dirigent. Han var gift med koncertsanger og violinist Lise Abrahams og er far til hornisten og organisten Jesper Allin.
Poul Allin Erichsen tilhører en gren af den kendte musikerslægt Allin, som oprindeligt stammer fra Sverige. Hans oldefar J.F. Allin spillede i H.C. Lumbyes orkester i Tivolis Koncertsal. Morfaderen Arthur Allin var domorganist i Aarhus. Slægten omfatter endvidere de kongelige kapelmusici Otto Allin, Georg Allin og Georg Allin Wilkenschildt foruden kgl. operasanger Hanna Allin.
Efter studentereksamen i hjembyen Aarhus blev han uddannet hos Aage Oxenvad (klarinet) og Dagmar Bendix (klaver) samt hos Finn Høffding (teori) og Knud Jeppesen (komposition) på Det kgl. Musikkonservatorium (1929-33). Han spillede som 2. soloklarinettist i DR Radiosymfoniorkestret fra 1935 til 1948 og derefter som 1. soloklarinettist fra 1948 til udgangen af 1962, da han blev udnævnt til professor ved DKDM. I årene 1954 til 1956 var han Radiosymfoniorkestrets formand og formåede at knytte Rafael Kubelik som fast gæstedirigent til Radiosymfoniorkestret. Han var aktiv i DUT både som musiker, dirigent og organisator. Medlem af Blæserkvintetten af 1932, der ud over ham bestod af Johan Bentzon, Waldemar Wolsing, Wilhelm Lanzky Otto (senere Ingbert Michelsen) og Kjell Roikjer (senere Carl Bloch). Fra 1956 til han døde af cancer i 1970 var Poul Allin Erichsen lærer i klarinet og kammermusik ved Det kongelige danske Musikkonservatorium, docent fra 1960 og professor fra 1962. Hans indspilning af Nicolai Malkos koncert for klarinet og orkester med Radiosymfoniorkestret under ledelse af komponisten i 1952 er lagt ud på DR´s hjemmeside Bonanza.
Allin Erichsen, der var jødisk gift, måtte flygte til Sverige med sin familie i oktober 1943 og vendte først tilbage i mai 1945. Han genoptog umiddelbart sit virke i Radiosymfoniorkestret. I Sverige samarbejdede han med andre eksildanskere som Herman D. Koppel, og i fællesskab komponerede de Hittarp-septet.
Han var Ridder af Dannebrog.

## Musik
I Dansk Musik Tidsskrift (DMT) skriver kollegaen Johan Bentzon i 1942:
”Som sidste i denne generation, paa grænsen til den næste staar Poul Allin Erichsen. Hans værker viser talent i næsten alle de retninger man kan ønske sig: melodisk og tematisk opfindsomhed, frigjort rytme, harmonisk og klanglig sans. Man mangler kun den sidste befriende udformning af disse muligheder for at føle sig helt sikker paa hans komponist-fysiognomi; det er 'som om den indre nødvendighed ikke fører ham helt udover den selvkritik og tvivl, som vel enhver komponist i begyndelsen har overfor sit værk, hvad ogsaa de lange pauser i hans produktion kunde tyde paa.”
I et DMT nr. 3 1943 skriver en anden kollega, Niels Viggo Bentzon en noget forbeholden anmeldelse af Allin Erichsens symfoni nr. 2.

## Værker (i udvalg)
- op. 5 Scherzo for Klaver
- Sinfonia piccolo (1933)
- op. 7 Kvartet for Fløjte, Violin, Viola og Violoncel (1935)
- Suite for lille harmoniorkester (1941)
- Symfoni Nr. 2 De tre Gratier (1943)
- Variationer over Sørens far har penge (1968) (sammen med Leif Thybo, Niels Viggo Bentzon, Svend Westergaard, Yngve Jan Trede og Finn Høffding)
- Rhapsodisk skizze, fragmenter for obo og klaver
- Hittarp-septet ( sammen med Herman David Koppel for klarinet,fagot,2 violiner, bratsch,cello og klaver.)